# Bora Milutinović
Bora Milutinović (serbi: Бора Милутиновић)  (Bajina Bašta, 7 de setembre de 1944) és un exfutbolista i entrenador de futbol serbi.

## Selecció de Mèxic
Va formar part de l'equip mexicà a la Copa del Món de 1986 com a entrenador. També ha estat entrenador de seleccions com Estats Units, Xina, Nigèria, Costa Rica o Hondures.
Els seus germans Miloš i Milorad també foren futbolistes.

## Referències

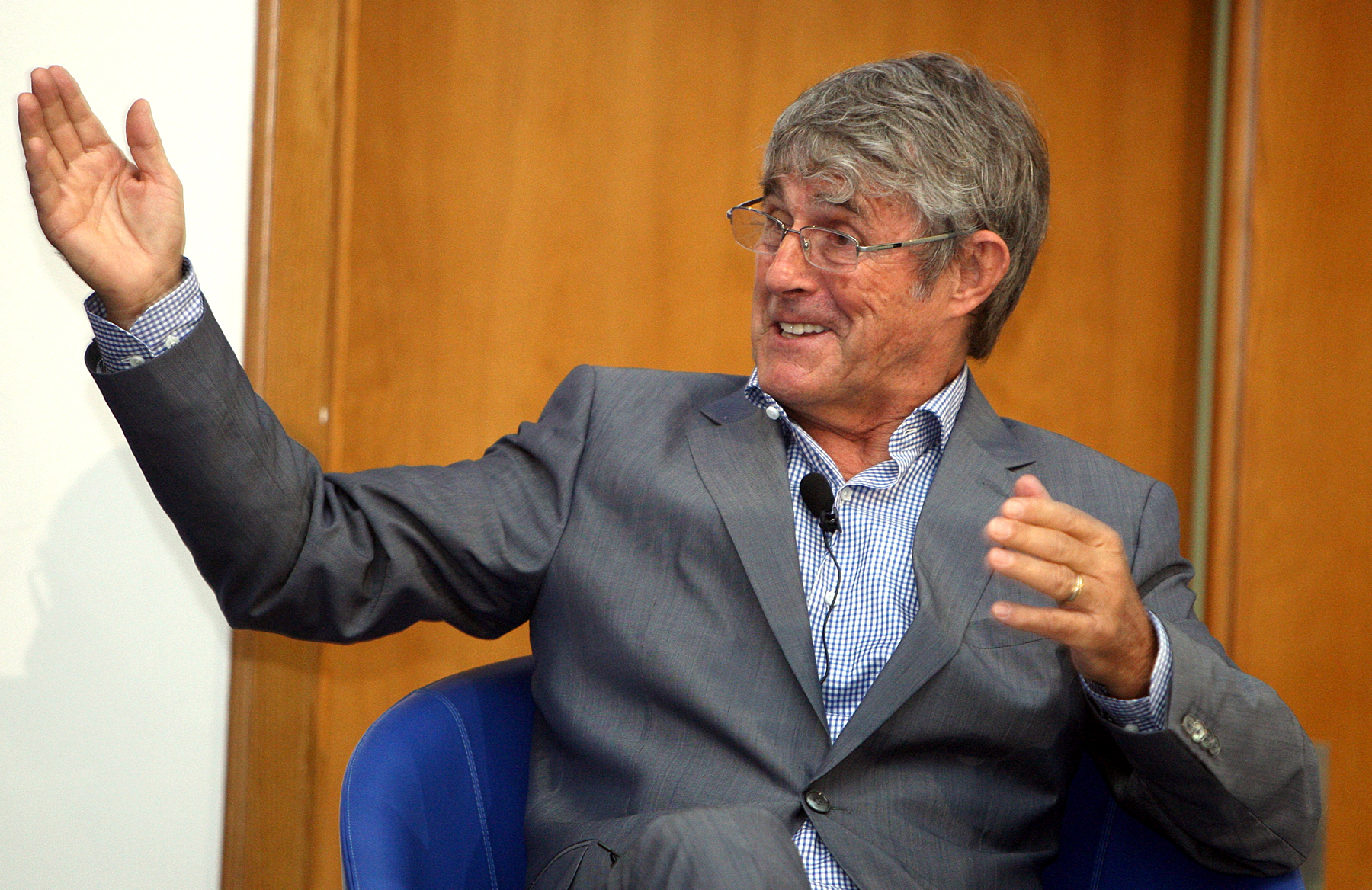
Bora Milutinović.

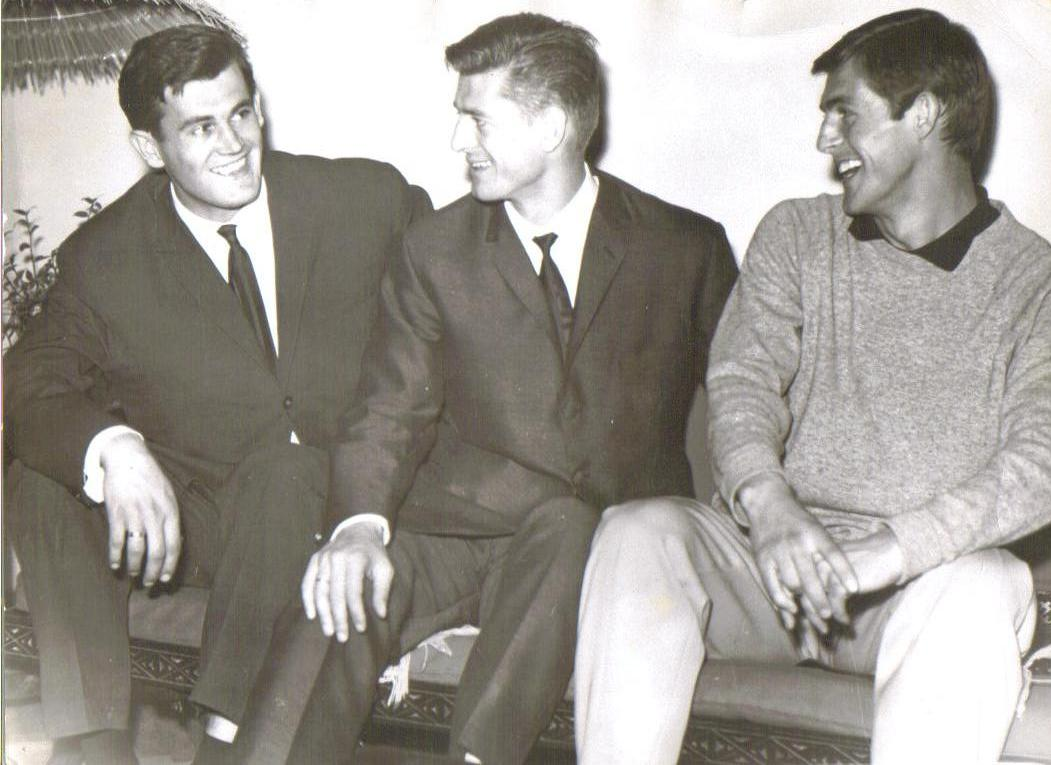
Els germans Milutinović: Milorad, Miloš i Bora.